# José Varacka
José Varacka (27 de maig de 1932) fou un futbolista argentí.

## Selecció de l'Argentina
Va formar part de l'equip argentí a la Copa del Món de 1958, 1966 i diverses copes Amèrica.
Fou jugador de CA Independiente, participant el 1954 en la victòria 6–0 sobre el Reial Madrid. També fou entrenador.